# Hiodon
Hiodon is een geslacht van straalvinnige vissen uit de familie van tandharingen (Hiodontidae).

## Soorten
- Hiodon alosoides (Rafinesque, 1819)
- Hiodon tergisus Lesueur, 1818